# Кутир-Наххунте I
Кутир-Наххунте I — верховный правитель (суккаль-мах) Элама, правивший около 1730—1700 годов до н. э., из династии Эпартидов.

## Правление
Возможно, племянник Кудузулуша I, во время правления которого был правителем (суккалем) Суз. Став верховным правителем (суккаль-махом) ок. 1730 г. до н. э., Кутир-Наххунте I назначил своего брата Лила-ирташа управителем Элама и Симашки, а старшего сына Темпти-агуна сделал наместником Суз.
Кутир-Наххунте I хорошо помнили не только последующие эламские цари, но даже и позднейшие ассирийские правители. Вавилонское могущество при Самсу-илуне (1750—1712 до н. э.), преемнике Хаммурапи, очевидно, настолько ослабло, что Кутир-Наххунте I смог в конечном итоге осмелится нанести контрудар. Возможно, он воспользовался благоприятным моментом, когда Самсу-илуну сменил на вавилонском троне его сын Аби-ешу. Более чем через тысячу лет это страшное нападение эламитов было упомянуто в строительной надписи Ашшурбанапала. В ней сказано: «Эламит Кутир-Наххунте, не убоявшись проклятий великих богов и слепо полагаясь на собственную силу, наложил руку на святилища Аккада и превратил Аккад в прах». Тогда же Кутир-Наххунте похитил и увёз в Сузы статую месопотамской богини плодородия и победы — Нанайи. По этому поводу ассирийский царь написал: «Нанайя, которая гневалась в течение 1635 лет (здесь ассирийские хроникёры ошибаются; с момента вторжения Кутир-Наххунте до того времени, то есть примерно до 640 года до н. э., прошло самое большее 1080 лет), которая ушла и поселилась в Эламе — месте ей неподобающем, поручила мне вернуть её домой». И вот Ашшурбанипал перевёз статую назад в Урук.
С другой стороны, в глазах более позднего эламского царя Шилхак-Иншушинака (около 1165—1151 до н. э.) эламская победа над Вавилоном предстаёт в лучезарном свете. На аргонитовой стеле этот самый блестящий из эламских царей провозглашает, что он желает воздать, должные почести Кутир-Наххунте и его [наместнику Суз] Темти-агуну, поскольку тот (Кутир-Наххунте) завоевал тридцать стран. Кутир-Наххунте завладел землёй Аккада как «хозяин и властелин» и предал местного правителя забвению. Совершив это, он вновь научил вавилонян «уважать и бояться эламского народа». Поскольку надпись прямо упоминает также Темти-агуна, управитель Суз должен был сопровождать своего отца во время похода на Месопотамию. Память о великой победе Кутир-Наххунте I должна быть также причиной того, что царь Шутрук-Наххунте (около 1185 — 1155 до н. э.) дал своему старшему сыну имя его знаменитого предшественника, и в качестве покорителя касситов этот наследный царевич Кутир-Наххунте III оправдал те надежды, которые возлагал на него отец.
Упомянутый выше Шилхак-Иншушинак, уделявший столь большое внимание истории, сохранил для потомков также посвятительную надпись Кутир-Наххунте I, найденную при перестройке верхнего города в Сузах и помещённую там после реставрации. Эта сделанная на аккадском языке надпись сообщает, что Кутир-Наххунте и его сын Темти-агун благоговели перед статуей бога Иншушинака и ради благоденствия в течение своего земного пути основали храм для своего кумира, вымостив к нему дорогу для праздничных процессий.
Наконец, мы располагаем аккадской табличкой от времени Кутир-Наххунте I, указывающей, что наместник Суз Темти-агун воздвиг в этом городе храм для богини Ишме-караб. Данный документ является при этом красноречивым свидетельством об отношениях в семье правителей древнего Элама, поскольку Темти-агун соорудил данный храм специально ради своего отца — верховного правителя Кутир-Наххунте I, своего дяди Лила-ирташа, себя самого, своего младшего брата Темти-хишаханеша, а также во благо своей «милостивой матери» Велкиши. Примечательно все же, что в этом перечислении властвующих лиц брату жертвователя отдается предпочтение перед матерью обоих. Ибо, если бы Темпти-агуну случилось самому стать верховным правителем (это произошло около 1698 году до н. э.), право наследования приобретал бы его младший брат (чего не произошло, так как Темпти-хишаханеш умер раньше своего брата), а не их мать Велкиша. Хотя женщины царствующей династии по закону пользовались правом наследования, они вынуждены были уступить исполнительную власть мужским представителям семьи, за исключением одного-единственного разa в случае с сестрой Шилхахи.
| Династия Эпартидов (Суккаль-махи) |                                            |                      |
| Предшественник: Кудузулуш I       | суккаль-мах Элама ок. 1730 — 1700 до н. э. | Преемник: Лила-ирташ |